# Gwilym Ellis Lane Owen
Pour les articles homonymes, voir Owen.
Gwilym Ellis Lane Owen (né le 18 mai 1922 et mort le 10 juillet 1982) est un philosophe britannique spécialisé dans l'histoire de la philosophie antique. À l'instar de Werner Jaeger et William David Ross, il est considéré comme l'un des principaux représentants de la méthode génétique en histoire de la philosophie. Il est l'auteur du concept de focal meaning.

## Biographie
D'origine galloise, il est diplômé du Corpus Christi College d'Oxford puis de l'Université de Durham. Il commence sa carrière universitaire à Oxford où il organise en 1957, avec Ingmar Düring, le premier Symposium Aristotelicum. En 1966 il devient professeur à Harvard, avant de succéder en 1973 à W.K.C. Guthrie comme titulaire de la plus ancienne chaire de philosophie ancienne du monde, celle de « Laurence Professor of Ancient Philosophy » à l'Université de Cambridge. Il y enseigne jusqu'à sa mort.
Son enseignement joue un rôle déterminant dans la formation des universitaires tels que Julia Annas, Jonathan Barnes, Myles Burnyeat, Gail Fine (en), Terence Irwin (en), Martha Nussbaum ou encore Richard Sorabji.

## Publications
- (dir. avec I. Düring), Aristotle and Plato in the Mid-Föurth Century, Göteborg, Elanders Boktryckeri Aktiebolag, 1960[2].
- (dir.) Aristotle on Dialectics: The Topics, Proceedings of the third Symposium Aristotelicum, Oxford, Clarendon Press, 1968.
- (dir. avec G. E. R. Lloyd), Aristotle on Mind and the Senses, Proceedings of the seventh Symposium Aristotelicum, Oxford, Clarendon Press, 1968  (ISBN 0-521-09456-9).
- Logic, science and dialectic : collected papers in Greek philosophy, (éd. par Martha Nussbaum), London, Duckworth, 1986.